# 元和通宝
元和通宝（げんなつうほう）は、元和元年（1615年）もしくは2年（1616年）頃に鋳造されたとされる、江戸時代の元号を用いた銅銭であり、寛永通寳以前のものである。銭文は「元和通寳」である。
この貨幣も慶長通寳と同様に正式な鋳造記録が確認されておらず、江戸幕府によるものであるか、民鋳の鐚銭であるのか、あるいはその発行目的など依然不明な銭貨である。
直径は0.8寸（2.4センチメートル）、量目（質量）は0.7匁（2.6グラム）前後であり、慶長通寳に近い。
現存数は慶長通寳よりもさらに少なく、広く流通したとは考えられず試鋳貨幣にとどまった可能性も考えられる。銭文の変化による手代わりが存在し「大字」、「小字」および文字の太い「肥字」が知られる。
銅銭の他に、背に漢数字を鋳込んだ「番銭」と呼ばれる銀銭が存在し、これは水戸の鋳造ともいわれる。